# Muraenesox cinereus
Muraenesox cinereus är en fiskart som först beskrevs av Forsskål, 1775.  Muraenesox cinereus ingår i släktet Muraenesox och familjen Muraenesocidae. Inga underarter finns listade i Catalogue of Life.